# ماريو بارتي 8
ماريو بارتي 8 (بالإنجليزية: Mario Party 8)‏ (باليابانية: マリオパーティ8) ، هي لعبة فيديو إلكترونية من نوع احتفال، وهي الجزء الثامن الرئيسية من سلسلة ألعاب ماريو بارتي ، أنتجت سنة 2007م، وتعمل لنظام تشغيل الحصرية وي.